# Robert IV d'Alvèrnia
Robert IV fou comte d'Alvèrnia, fill i successor de Guillem IX el Vell el 1182.
El 1183 els bandits coneguts com els brabançons van fer irrupció a Alvèrnia i Robert va reunir a la noblesa del país i els va derrotar. Hauria lluitat altres vegades i demostrat el seu valor però no en queda constància escrita. Va morir vers l'any 1194 i fou enterrat a l'abadia de Bouschet que ell mateix havia fundat.
es va casar amb Mafalda filla d'Eudes II de Borgonya i de Maria de Xampanya, de la que va tenir a:
- Guillem X d'Alvèrnia
- Guiu II d'Alvèrnia
- Robert, bisbe de Clarmont d'Alvèrnia i arquebisbe de Lió
- Robert (II), senyor d'Oliergues
- Maria, casada amb Robert II de la Tour du Pin